# 호조시
호조시(일본어: 北条市, ほうじょうし)는 일본 에히메현 난요지역에 있던 시이다.
도시는 1958년 11월 1일에 성립되었다. 2005년 1월 1일에 호조 시는 온센 군 나카지마 정과 함께 확장된 마쓰야마시에 편입되면서 소멸하였다.

## 지리
시코쿠 북쪽으로 개머리처럼 돌출한 다카나와 반도의 서쪽에 위치하고 서쪽은 세토 내해에 접해 있다. 완만한 산지와 해안 사이에 평지가 펼쳐져 있지만 마쓰야마 시(합병 전)와의 사이에는 구릉지가 가로놓여 마쓰야마 평야와는 직접 연결되어 있지 않다. 완만한 산자락을 이용한 골프장이 에히메현 내에는 드물게 많이 있어 마쓰야마 방면에서 온 손님들에게 이용되고 있다.

## 역사
- 1889년 12월 15일 - 정촌제 시행에 수반해 호조촌이 성립하였다.
- 1897년 - 가자하야군, 와케군, 구메군과 함께 온센군에 편입해 온센군 호조촌이 되었다.
- 1898년 - 정으로 승격해 호조정이 되었다.
- 1951년 4월 - 호조정, 난바촌, 마사오카촌이 합병해 새로운 호조정이 성립하였다.
- 1955년 3월 - 호조정, 아사나미촌, 다테이와촌, 고노촌, 아와이촌이 합병해 새로운 호조정이 성립하였다.
- 1958년 11월 - 시로 승격해 호조시가 성립하였다. 에히메현내서의 11번째 시이다.
- 2005년 1월 1일 - 온센군 나카지마정과 함께 마쓰야마시에 편입해 호조시는 소멸하였다.

## 교통

### 공항
- 마쓰야마 공항

### 철도
- 시코쿠 여객철도
  - 요산선

### 도로
- 국도 196호선